# رينيه ساندز
رينيه ساندز (بالإنجليزية: Renee Sands)‏ هي مغنية وممثلة أمريكية، ولدت في 15 فبراير 1974 في ورسستر في الولايات المتحدة.

## وصلات خارجية
- رينيه ساندز على موقع IMDb (الإنجليزية)
- رينيه ساندز على موقع ميوزك برينز (الإنجليزية)
- رينيه ساندز على موقع ديسكوغز (الإنجليزية)
- رينيه ساندز على موقع قاعدة بيانات الفيلم (الإنجليزية)